# Luciano Ravasio
Luciano Ravasio (Presezzo, 11 luglio 1950) è un cantautore italiano.
Laureato in lettere moderne ed ex insegnante, si occupa di poesia e tradizioni popolari, è un apprezzato interprete della canzone bergamasca oltre che cantautore in lingua lombarda e italiana.

## Biografia
Ha pubblicato numerose musicassette di canti popolari (Nóter de Bèrghem 5 voll.) e alcuni libri con supporto sonoro: Un secolo di canzoni bergamasche (1979); Bütiga de antiquare (1985); Il reame di Gioppino (1993); Pòta (1994); I löcia i Madóne (1995).
Nel 2001 ha raccolto nel cd Cansù… tochèi de éta i brani più significativi della sua produzione.
Nel dicembre 2003 è uscito il cd Com'è verde la mia valle, edito dal Centro Studi Valle Imagna.
Nel nov. 2004 ha pubblicato il cd antologico L'è de 'Lbì (abbinato a L'Eco di Bergamo).
Nel maggio 2005 ha interpretato il cd Pensér d'ü giramónd, omaggio agli ultimi versi di Tito Oprandi (cd con 10 brani musicati da Michelangelo Oprandi).
Nel nov. 2006 ha pubblicato il cd Album de famèa (abbinato a L'Eco di Bergamo), con lo stesso quotidiano sono usciti i cd: L'è sà Nedàl nel dicembre 2010, Bèrghem TomTom nel settembre 2015 e Falìe nel dicembre 2018.
Ha collaborato per diversi anni con la Rai regionale come musicista e come autore radiofonico, curando la trasmissione Lunario lombardo; per la tv nazionale ha interpretato canzoni, ballate e ideato colonne sonore.
È stato per anni animatore della rubrica Tradizioni popolari su Bergamo TV.
In collaborazione col burattinaio Pietro Roncelli ha recuperato e riproposto la storia del brigante brembano Pacì Paciana.
Suo il volume Il poeta Pietro Ruggeri (Ol Rugger de Stabèll) nella collana Contributi allo studio del territorio bergamasco (Provincia di Bergamo, 1999).
Per l'Eco di Bergamo ha curato la pagina domenicale dedicata alla cultura di tradizione ("Aria di casa") e collaborato agli inserti sul mondo popolare (Dìghet del bù, Rebelòt). Ha collaborato per 5 anni anche con Radio Alta durante la trasmissione mattutina, Colazione con Radio Alta ,presentata da Teo Mangione; appuntamento che va in onda in contemporanea anche su Bergamo TV.

## Discografia
- 1979 - Un secolo di canzoni bergamasche (1979- Volume con musicassetta)
- 1985 - Bütiga de antiquare (Volume con musicassetta)
- Nóter de Bèrghem (5 musicassette antologiche di canzoni bergamasche e lombarde)
- 1993- Il reame di Gioppino (Volume con musicassetta)
- 1994 - Pòta (Volume con cd e musicassetta)
- 1995 - I löcia i Madóne (Volume con cd e musicassetta)
- 1996 - Senapa (Canzoni su testi a tema evangelico di Sergio Pagliaroli)
- 2001 - Cansù… tochèi de éta (Buena Suerte)
- 2003 - Com'è verde la mia valle Centro studi valle Imagna
- 2004 - L'è de 'Lbì
- 2005 - Pensér d'ü giramónd, omaggio agli ultimi versi di Tito Oprandi (2005 - cd)
- 2006 - Album de famèa (La Bambolina)
- 2010 - L'è sà Nedàl (cd abbinato a L'Eco di Bg)
- 2015 - Bèrghem TomTom (cd abbinato a L'Eco di Bg)
- 2018 - Falìe (cd abbinato a L'Eco di Bg)
- 2019 - Pacì Paciana (dvd Fondazione Ravasio)